# Lévensa
La Lévensa, ou Lévenza est un cours d'eau du département des Alpes-Maritimes, en région Provence-Alpes-Côte d'Azur, de 11,968 km.

## Géographie
La Lévenza, affluent de la Roya, traverse la ville de La Brigue. Elle prendrait sa source vers le pas de "Collardente" à 1 617 mètres d'altitude.